# B.o.B
Bobby Ray Simmons, Jr. (Winston-Salem (North Carolina), 15 november 1988), beter bekend als B.o.B, is een Amerikaans rapper en producer.
Hij werd in Nederland vooral bekend door zijn single Nothin' on you. In samenwerking met zanger Bruno Mars scoorde hij zelfs een nummer 1-hit in de Nederlandse Top 40. De single werd ook een nummer 1-hit in de Amerikaanse Billboard Hot 100. 
Zijn label is No Genre, een label dat hij zelf heeft opgericht in september 2013. Al snel contracteerde hij artiesten onder dit label, te weten Jake Lambo, London Jae, Scotty ATL, Lin-Z en Jaquebeatz.

## Mixtapes
Hoewel hij pas in 2010 zijn eerste album uitbracht, had hij al vele mixtapes uitgebracht. Verschillende nummers op zijn eerste album staan al op zijn mixtapes, zoals Satellite. Op internet zijn ruim 15 mixtapes te vinden, sommige hiervan bevatten dezelfde nummers. Buiten zijn alleen uitgebrachte mixtapes heeft hij er ook enkele met andere artiesten uitgebracht.

## The Adventures of Bobby Ray
Bobby Ray debuteerde op 27 april 2010. De productie van het album duurde 2 jaar, en met samenwerking met o.a T.I., Eminem, Lupe Fiasco en Bruno Mars. Het album werd in de eerste week al 84.000 keer verkocht. Op het album staan verschillende nummers van zijn mixtapes, maar ook de hits Magic, Nothin' on You en Airplanes. De reacties op het album waren grotendeels positief. In Amerika heeft het album de nummer 1 bereikt, in Nederland kwam het tot 66.

## Discografie

### Albums
| Album met eventuele hitnotering(en) in de Nederlandse Album Top 100 | Datum van verschijnen | Datum van binnenkomst | Hoogste positie | Aantal weken | Opmerkingen |
| ------------------------------------------------------------------- | --------------------- | --------------------- | --------------- | ------------ | ----------- |
| The adventures of Bobby Ray                                         | 30 april 2010         | 10 juli 2010          | 66              | 4            |             |
| Strange clouds                                                      | 1 mei 2012            | -                     |                 |              |             |
| Underground Luxury                                                  | 17 december 2013      | -                     |                 |              |             |
| Psycadelik Thoughtz                                                 | 14 augustus 2015      | -                     |                 |              |             |
| Elements                                                            | 4 november 2016       | -                     |                 |              |             |

### Singles
| Single met eventuele hitnotering(en) in de Nederlandse Top 40 | Datum van verschijnen | Datum van binnenkomst | Hoogste positie | Aantal weken | Opmerkingen                                                                  |
| ------------------------------------------------------------- | --------------------- | --------------------- | --------------- | ------------ | ---------------------------------------------------------------------------- |
| Nothin' on you                                                | 2 februari 2010       | 20 maart 2010         | 1(2wk)          | 18           | met Bruno Mars / Nr. 15 in de Single Top 100 / Alarmschijf                   |
| Airplanes                                                     | 27 april 2010         | 26 juni 2010          | 4               | 17           | met Hayley Williams van Paramore / Nr. 12 in de Single Top 100 / Alarmschijf |
| Magic                                                         | 6 juli 2010           | 13 november 2010      | 6               | 16           | met Rivers Cuomo / Nr. 29 in de Single Top 100 / Alarmschijf                 |
| Don't let me fall                                             | 30 november 2010      | 12 maart 2011         | tip11           | -            |                                                                              |
| Price tag                                                     | 28 januari 2011       | 26 maart 2011         | 2               | 20           | met Jessie J / Nr. 3 in de Single Top 100 / Alarmschijf                      |
| So good                                                       | 21 februari 2012      | 28 april 2012         | 35              | 3            | Nr. 67 in de Single Top 100                                                  |
| John Doe                                                      | 2014                  | 8 februari 2014       | 21              | 10           | met Priscilla / Nr. 47 in de Single Top 100 / Alarmschijf                    |

| Single met hitnotering(en) in de Vlaamse Ultratop 50 | Datum van verschijnen | Datum van binnenkomst | Hoogste positie | Aantal weken | Opmerkingen                      |
| ---------------------------------------------------- | --------------------- | --------------------- | --------------- | ------------ | -------------------------------- |
| Nothin' on you                                       | 2010                  | 29 mei 2010           | 44              | 1            | met Bruno Mars                   |
| Airplanes                                            | 2010                  | 10 juli 2010          | 9               | 20           | met Hayley Williams van Paramore |
| Magic                                                | 2010                  | 27 november 2010      | tip30           | -            | met Rivers Cuomo                 |
| Price tag                                            | 2011                  | 9 april 2011          | 1(1wk)          | 15           | met Jessie J / Goud              |
| Good life (Remix)                                    | 2011                  | 3 september 2011      | tip10           | -            | met OneRepublic                  |
| Strange clouds                                       | 12 december 2011      | 14 januari 2012       | tip22           | -            | met Lil' Wayne                   |
| So good                                              | 2012                  | 5 mei 2012            | tip9            | -            |                                  |
| John Doe                                             | 2014                  | 15 februari 2014      | tip9*           |              | met Priscilla                    |
| Up down (do this all bad)                            | 2014                  | 8 maart 2014          | tip91*          |              | met T-Pain                       |

### NPO Radio 2 Top 2000
| Nummer met noteringen in de NPO Radio 2 Top 2000 | '12  | '13  |
| ------------------------------------------------ | ---- | ---- |
| Price Tag (met Jessie J)                         | 1620 | 1945 |

1. ↑  Een vetgedrukt getal geeft de hoogste notering aan.
2. ↑  2012 was het eerste jaar met een notering voor dit nummer.
3. ↑  Deze tabel is bijgewerkt tot en met de meest recente editie (2024).